# John Palmer (Politiker, 1842)
John Palmer (* 22. März 1842 in New York City; † 15. April 1905 in Albany, New York) war ein US-amerikanischer Politiker (Republikanische Partei). Er war von 1894 bis 1898 Secretary of State von New York.

## Frühe Jahre
John Palmer wurde während der Wirtschaftskrise von 1837 im Stadtviertel Stapleton im Borough Staten Island von New York City geboren. Seine Eltern waren Engländer. Während seiner Kindheit kehrten sie mit ihm nach England zurück. Später unternahm er mit seinem Großvater eine Seefahrt. Dabei wurde er auf ihren Frachtschiff Zeuge der Belagerung von Sewastopol während des Krimkrieges. In der Zwischenzeit kehrten seine Eltern in die Vereinigten Staaten zurück. Sie ließen sich in Bath-on-the-Hudson nieder, was direkt gegenüber von Albany (New York) liegt, und eröffneten dort ein Farbengeschäft (paint shop). Palmer stieß dann zu ihnen und wurde Maler.

## Militärische Laufbahn
Bei Ausbruch des Bürgerkrieges verpflichtete er sich als Private im 91. Regiment der New York Volunteers und stieg in der Folgezeit zum Brevet-Captain der Volunteers auf. Während dieser Zeit nahm er an den Feldzügen der Army of the Gulf unter General Nathaniel Prentiss Banks teil. Sein Vater, der sich auch verpflichtete, fiel bei der Schlacht bei Petersburg (Virginia). Nach dem Ablauf seiner dreijährigen Anwerbung verpflichtete sich Palmer erneut. Das Regiment wurde dem V. Korps in der Army of the Potomac unter General Gouverneur Kemble Warren zugeteilt. Bei der Schlacht am Five Forks wurde er schwer verwundet, als sein erschlossenes Pferd auf ihn fiel. Dadurch wurde sein Rücken durch sein Schwert aufgeschnitten.

## Politische Laufbahn
Nach dem Krieg kehrte er nach Albany zurück und ging seinem Handwerk als Maler nach. 1867 heiratete er Margaret Moore. Das Paar bekam vier Kinder. Er war Präsident der Albany Builders' Exchange, Vorsitzender des Arbitration Committee, Präsident der Painters' Association of the State of New York und Vizepräsident der Decorators's and Painters' Association of the United States.
Im August 1891, im nationalen Feldlager in Detroit (Michigan), wurde er zum Commander-in-Chief der Grand Army of the Republic gewählt. Palmer gehörte auch der New York Commandery der Military Order of the Loyal Legion of the United States an.
Er wurde 1893 zum Secretary of State von New York gewählt und 1895 wiedergewählt.